# MAXXI - Museo nazionale delle arti del XXI secolo
Il MAXXI - Museo nazionale delle arti del XXI secolo è un museo con sede a Roma. Progettato dall'architetta Zaha Hadid e gestito dall'omonima fondazione del Ministero per i beni e le attività culturali, è diviso in due sezioni: MAXXI arte e MAXXI architettura.

## La sede

### Roma

Esterni della sede romana

La sede del MAXXI si trova nel quartiere Flaminio di Roma ed è realizzata nell'area delle ex caserma Montello accanto alla basilica di Santa Croce a Via Flaminia. Il complesso si trova tra via Masaccio e via Guido Reni, su quest'ultima l'ingresso principale. Dell'ex Caserma sopravvivono il corpo lungo la basilica di Santa Croce, e la facciata su via Guido Reni, integrata nel progetto di Zaha Hadid.

### L'Aquila
Il 28 maggio 2021 è stata inaugurata all'Aquila, presso palazzo Ardinghelli, una sede distaccata del MAXXI riservata a opere site-specific.

## Storia

### Il concorso, l'avvio dei lavori
Nel luglio 1998 viene bandito dalla Soprintendenza Speciale Arte Contemporanea, su incarico del Ministero per i Beni Culturali, il concorso internazionale di idee per la realizzazione a Roma del nuovo polo nazionale, culturale ed espositivo, dedicato all'arte e all'architettura contemporanee.

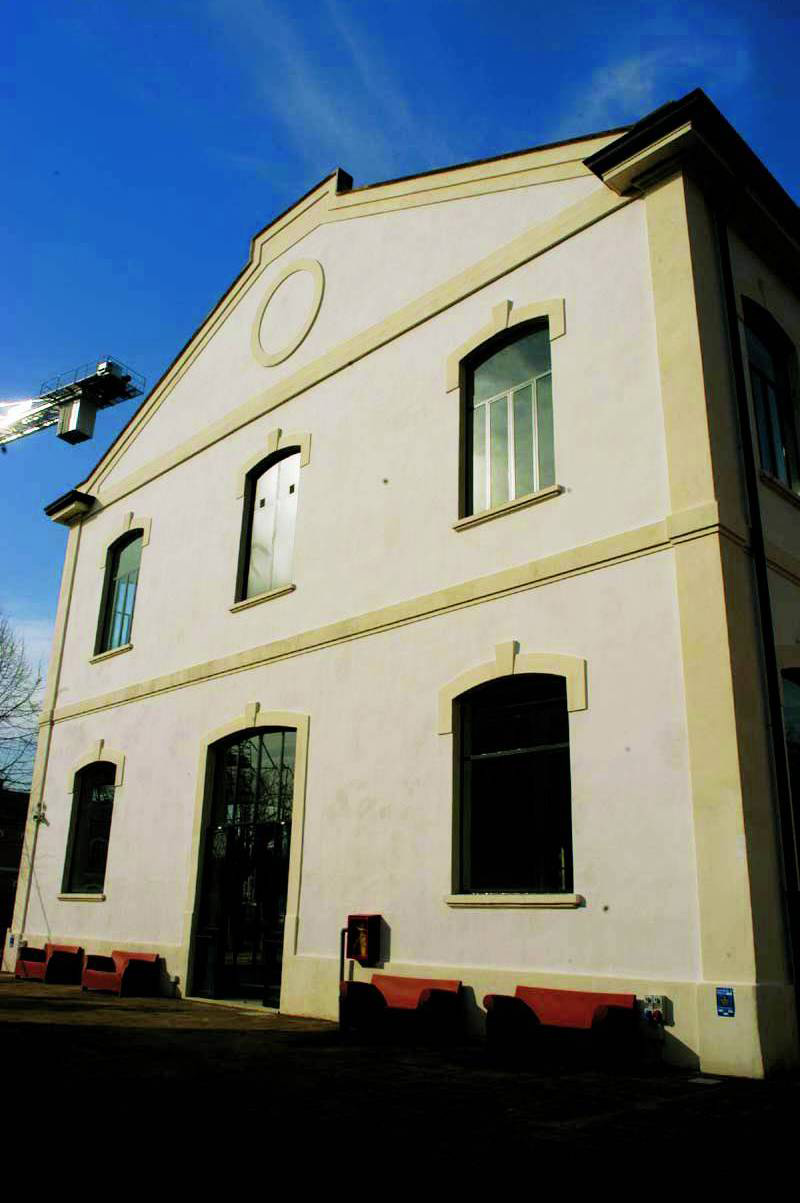
Facciata dell'Edificio D, già sede del MAXXI

La giuria internazionale è chiamata a valutare 273 candidature, tra cui vengono selezionati i 15 progettisti ammessi alla seconda fase, che nei tre mesi successivi elaborano i progetti di concorso. Intanto, la ricerca di un'area dismessa in una posizione centrale e strategica della città, aveva portato, l'anno precedente, all'individuazione del grande complesso delle officine e dei padiglioni militari della ex caserma Montello al Flaminio, da anni inutilizzato, come luogo deputato ad ospitare il campus.
Le linee di indirizzo del concorso prevedevano di integrare il progetto con il contesto del quartiere Flaminio, di conservare l'edificio che affaccia su via Guido Reni e il grande corpo a due piani al confine con la chiesa parrocchiale, di creare spazi aperti lungo il perimetro del progetto, di porre attenzione all'illuminazione naturale e al controllo ambientale, di creare continuità nella circolazione e nei percorsi.
A fine febbraio 1999 la giuria seleziona il progetto vincitore, realizzato da Zaha Hadid. È un campus multifunzionale che compone e integra diversi spazi articolati e complessi: funzioni museali e laboratori di ricerca, spazi di accoglienza e servizi di supporto al museo, funzioni commerciali e spazi per eventi, percorsi di collegamento interno e strade pedonali di carattere urbano si intrecciano su più livelli in un sistema dinamico e continuo. Gli studi e gli schizzi preliminari denunciano un'attenta lettura del contesto e delle preesistenze, tanto che la giuria sceglie il progetto non solo per la creatività della soluzione architettonica proposta, ma anche per la sua capacità di integrarsi nel tessuto urbano circostante.
Nel luglio dello stesso anno, viene approvata la legge che istituisce il “Centro per la documentazione e la valorizzazione delle arti contemporanee”, prevedendo al suo interno il Museo delle Arti contemporanee e il Museo dell'architettura, finanziandone la progettazione e la realizzazione, oltre che il funzionamento e l'acquisizione delle prime opere. L'approvazione della legge istitutiva e l'attribuzione dei primi fondi per il funzionamento e la costituzione delle collezioni consente al Centro di divenire immediatamente operativo, avviando le sue prime attività di programmazione culturale ben prima del completamento delle fasi progettuali e dell'avvio dei lavori per la sua realizzazione. Il Centro prende il suo nuovo e definitivo nome: MAXXI, Museo nazionale delle arti del XXI secolo.

### Il progetto architettonico

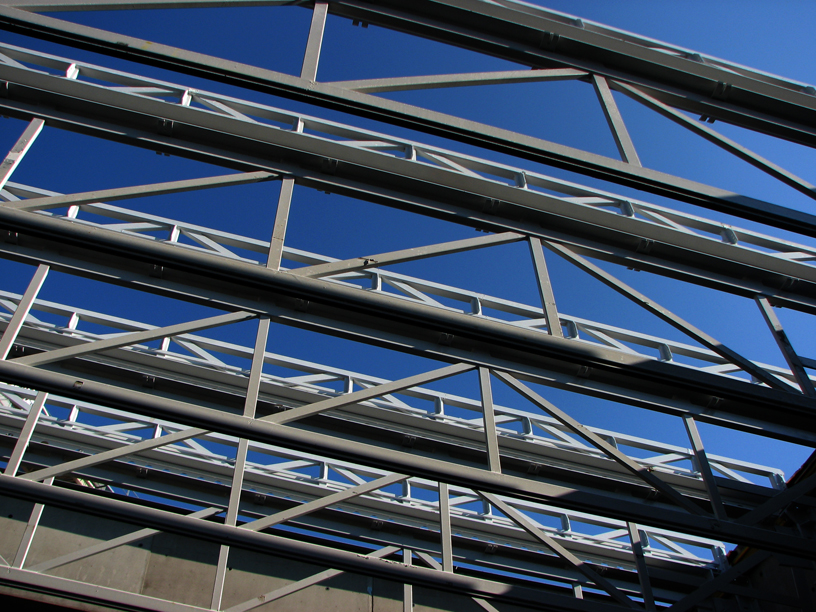
Particolare delle travi reticolari della copertura

Concluso il concorso, le linee guida e le forme iniziali sono coerentemente sviluppate nel corso della progettazione preliminare, definitiva ed esecutiva, che confermano l'idea di un campus urbano, in cui la tradizionale nozione di edificio si amplia in una dimensione più vasta, che investe tanto lo spazio della città quanto quello interno, a prevalente destinazione museale. L'articolazione funzionale, strutturata in aree con connotazioni precise, percorsi e zone polivalenti e flessibili, prevede sostanzialmente i due musei – MAXXI arte e MAXXI architettura – che ruotano intorno alla grande hall a tutta altezza attraverso la quale si accede ai servizi di accoglienza, alla caffetteria e alla libreria dedicata, ai laboratori didattici, all'auditorium e alle sale per eventi dal vivo e per convegni, alle gallerie dedicate alle esposizioni temporanee e alle collezioni di grafica e fotografia.
Il progetto si confronta con il sistema urbano delle caserme, adottandone il profilo contenuto e orizzontale. La circolazione interna confluisce in quella urbana, sovrapponendo più strati di percorsi intrecciati e di spazi aperti alle condizioni specifiche del luogo. Le complessità delle forme, il variare e l'intrecciarsi delle quote determinano una trama spaziale di grande complessità. L'andamento rigato della copertura contiene una memoria degli shed dei capannoni preesistenti. Il percorso pedonale – che all'interno diverrà museale – attraversa il sito seguendo la sagoma arrotondata del museo e scivolando sotto i volumi in aggetto degli edifici. Il progetto sembra alludere alle stratificazioni storiche e archeologiche della città di Roma che si presentano con la metafora dei layers digitali.
L'idea progettuale sul piano architettonico presenta un segno deciso che predomina negli spazi all'aria aperta, segnati dai volumi in aggetto, e negli ambienti di accoglienza, poi contraddetto dalla spazialità più sobria delle gallerie destinate a ospitare le collezioni dei due musei. Con differenti gradi di permeabilità, flessibilità e trasparenza, le diverse gallerie sono connotate dal controllo delle condizioni ambientali e di luce. Arte, architettura e spazi per eventi dal vivo convivono in una sequenza scenografica di suites caratterizzate da un uso modulato e zenitale della luce naturale. Lo spazio non si identifica esclusivamente in un percorso lineare, ma offre una gamma di scelte alternative per far sì che il visitatore non torni mai sui propri passi, godendo di suggestivi scorci panoramici sull'architettura, le opere e la città.

### Il cantiere

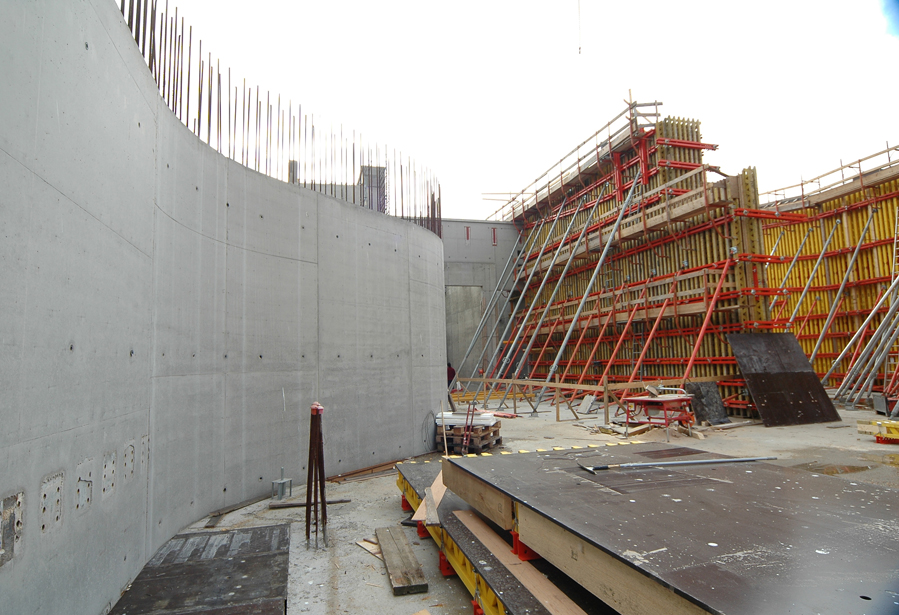
Il cantiere del MAXXI, febbraio 2006

Sono in calcestruzzo le pareti che caratterizzano la forma e la struttura del MAXXI, come pure le superfici orizzontali, le lame di copertura, interamente rivestite in cemento fibrorinforzato (GRC), e gran parte delle finiture (superfici a vista, pavimenti, arredi).
Per garantire la continuità della produzione del calcestruzzo e la qualità della miscela fu impiantata una centrale di betonaggio nell'area di cantiere. L'esigenza di controllare la resa estetica delle superfici in cemento faccia a vista, pensate da Zaha Hadid di colore chiaro, lisce e appena segnate dai fori degli elementi di connessione delle due facce del cassero, ha portato all'impiego di casseformi particolari, di dimensioni fuori standard. I casseri devono sopportare le enormi spinte esercitate dal calcestruzzo nella fase di getto. Il loro coefficiente di reimpiego è di poco superiore all'unità. La miscela utilizzata, del tipo autocompattante per garantire una superficie compatta e liscia, permette di realizzare le pareti a geometria complessa dell'edificio con getti di grandi dimensioni.
L'impiego dell'acciaio è destinato ai collegamenti verticali e ad altri elementi architettonici come le travi di collegamento tra le pareti in calcestruzzo e i pilotis che sostengono i volumi in aggetto.
Il sistema di copertura è interamente prodotto fuori opera: integra gli elementi di serramento, i dispositivi di controllo dell'illuminazione naturale, gli apparecchi per l'illuminazione artificiale, i meccanismi per il contenimento del calore da irraggiamento solare. Composto da una doppia vetrata superiore e da un'ulteriore vetrata inferiore, è protetto all'esterno da un frangisole costituito da griglie metalliche che, oltre a schermare la luce, diventano passerelle percorribili a fini manutentivi.

### Edificio D

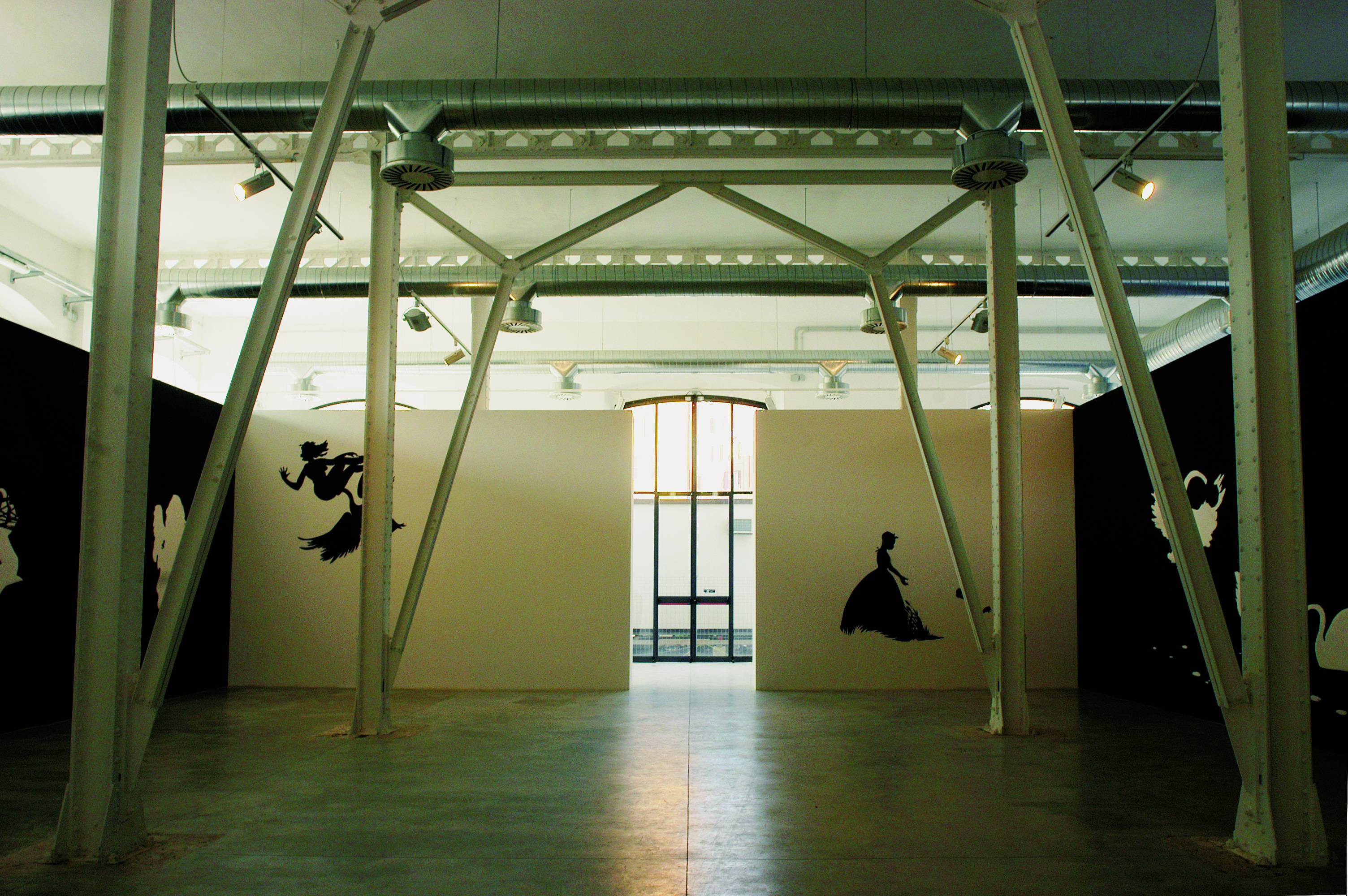
Interno dell'Edificio D

Due edifici dell'ex caserma Montello sono recuperati dal nuovo progetto, diventando parte integrante: l'edificio su strada inserito completamente nel corpo principale del museo; l'Edificio D è stato, invece, sede provvisoria dell'attività espositiva e culturale del MAXXI, nell'attesa della costruzione del museo vero e proprio.
Il primo intervento di recupero e adeguamento funzionale, realizzato in tempi brevissimi e basato sul criterio del “minimo intervento”, ha riportato gli ambienti interni alla spazialità originaria, restituendo unitarietà alle due grandi sale. La struttura in ferro a vista, il pavimento in battuto di cemento in cui affiorano i residui della pavimentazione originale in mattonelle di asfalto pressato, la continuità delle finestre lungo i due lati lunghi, conferiscono luminosità e grande respiro agli spazi espositivi. La semplificazione e la neutralità cromatica delle finiture determinano spazi di grande flessibilità che si offrono alle più diverse soluzioni allestitive.
Al termine di una seconda fase dei lavori la palazzina ospiterà spazi articolati destinati a diverse funzioni per accrescere l'offerta del nuovo museo e sottolineare la sua dimensione di campus pluridisciplinare e polifunzionale: la bibliomediateca, il bar-ristorante, la libreria dedicata, gli uffici di direzione e amministrazione.

### L'inaugurazione

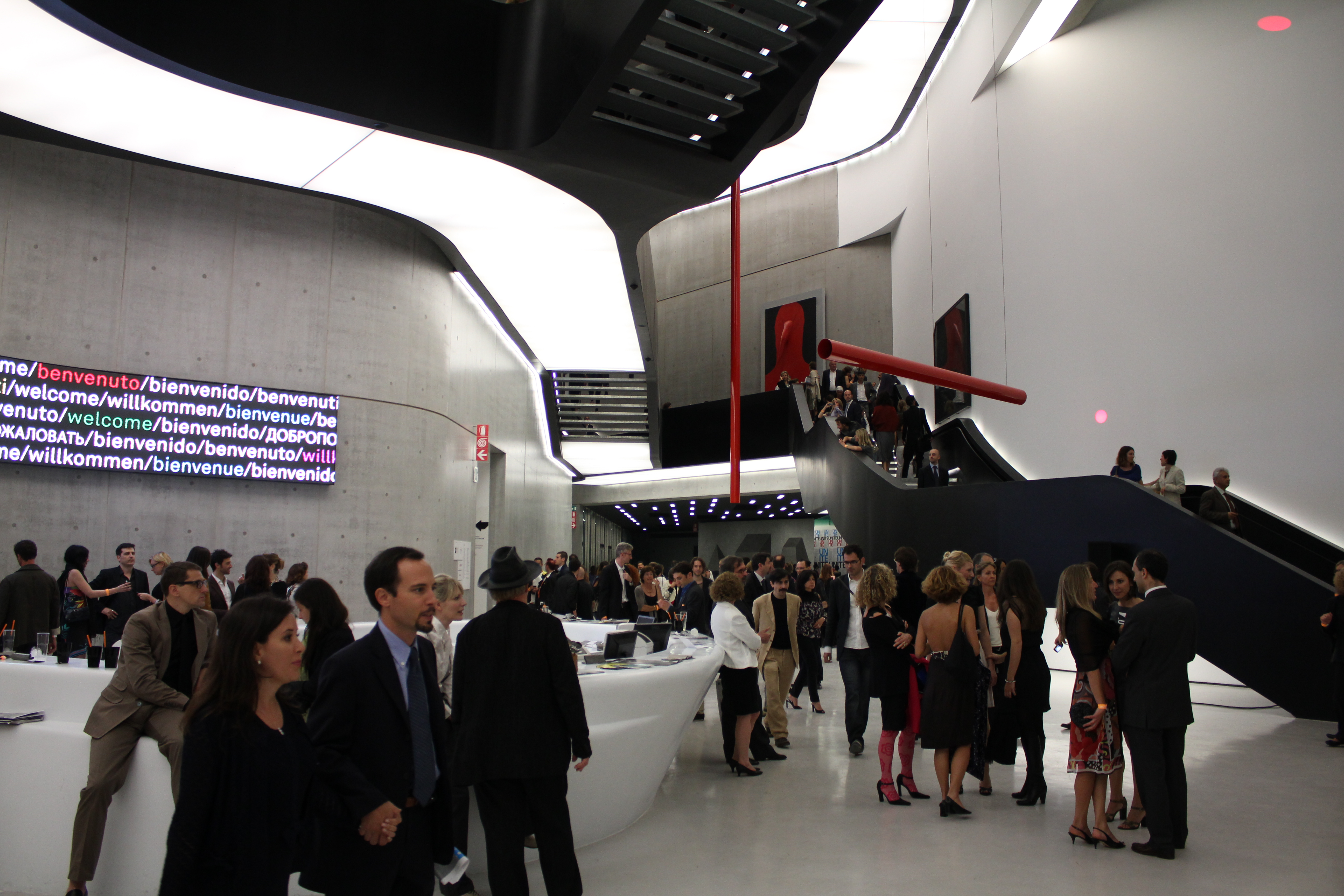
La sera d'inaugurazione del MAXXI, 28 maggio 2010

Il Maxxi viene ufficialmente inaugurato il 28 maggio 2010, con le mostre Spazio. Dalle collezioni di arte e architettura del Maxxi; Gino De Dominicis: L'immortale; Kutluğ Ataman. Mesopotamian Dramaturgies;  Luigi Moretti. Dal Razionalismo all'informale.

### La ricezione da parte della critica architettonica
Complessivamente il giudizio sull'opera è stato positivo e recensioni favorevoli si sono trovate su molti giornali, tra le quali spiccano quelle del The New York Times e di Le Figaro.
Ci sono tuttavia da segnalare alcune critiche negative che hanno animato il dibattito tra gli addetti ai lavori. Queste riguardano principalmente lo scompenso che ci sarebbe tra gli spazi espositivi e quelli di passaggio e servizio a netto vantaggio di questi ultimi nonché il costo eccessivo per la sua realizzazione.

## Il MAXXI architettura
Il MAXXI architettura è il primo museo nazionale di architettura presente in Italia. Il suo interesse è centrato tanto sull'architettura “d'autore” quanto su quella cosiddetta “anonima”. Nel museo convivono due anime distinte, quella che procede verso la storicizzazione dell'architettura del XX secolo e quella contemporanea che vuole rispondere agli interrogativi del presente, interpretando le aspettative della società attuale. Museo storico e museo contemporaneo, pur possedendo caratteri e prospettive di sviluppo decisamente distinte, determinano una dimensione multipla e trasversale. Il MAXXI architettura si pone come interlocutore delle altre istituzioni culturali italiane del settore (quali la Biennale di Venezia o la Triennale di Milano), nel campo della formazione secondaria e universitaria e della rete dei centri e archivi di architettura. A livello internazionale, il MAXXI architettura aderisce e condivide gli obiettivi dell'ICAM, la Confederazione internazionale dei musei d'architettura.

### Programma culturale
Il programma culturale del MAXXI architettura si sviluppa secondo le due linee di attività distinte. La prima linea d'intervento considera la documentazione e la ricerca il punto di avvio delle riflessioni critiche sul presente e sul passato prossimo della cultura architettonica, sul paesaggio italiano, considerando le opere, i personaggi, le storie che lo hanno disegnato nel corso del Novecento. Fa capo al Centro archivi di architettura, istituito nell'ambito del Museo di architettura, che opera con un arco cronologico di riferimento che va dal Novecento a oggi studiando e curando le collezioni di architettura e le proprie raccolte di documenti. È anche un laboratorio sperimentale che svolge compiti di promozione culturale per favorire la ricerca storica e l'indagine sistematica sulla ricchissima vicenda italiana del Novecento, mettendo a punto strategie, standard e strumenti per la conservazione, il restauro, l'accesso alle fonti documentarie.
La seconda linea di intervento è rivolta ai temi emergenti sull'architettura. Attraverso un confronto dinamico intende incoraggiare ed evidenziare gli sconfinamenti dell'architettura verso la vasta gamma di esperienze proprie della cultura contemporanea come quelle discipline creative di progetto che vanno dall'industrial design alla comunicazione visiva, alle installazioni artistiche e ambientali.

### Le collezioni di architettura
Il patrimonio del MAXXI architettura è costituito dalle acquisizioni dirette, ed è legato alla rete dei musei e degli archivi pubblici e privati presenti in Italia, che permette di estendere virtualmente a dismisura il patrimonio di riferimento.
Mediante intese e accordi sono collegati al museo i fondi conservati presso l'Archivio Centrale dello Stato di Roma, l'Archivio Progetti IUAV di Venezia, l'Accademia nazionale di San Luca.
Le collezioni di architettura comprendono gli archivi personali, gli archivi tematici, e una sezione che raccoglie disegni, modelli, schizzi e documenti legati a progetti circoscritti.

### Il centro archivi di architettura
Il Centro archivi di architettura conserva e cura le collezioni di architettura del MAXXI (con le attività di tutela, restauro, manutenzione, ordinamento, informatizzazione), ma nello stesso tempo favorisce la consultazione, lo studio e la valorizzazione dei documenti che attestano, nei diversi momenti, la “produzione” architettonica dalla fase progettuale alla costruzione: piani, elaborati grafici, schizzi e disegni tecnici, memorie scritte e modelli, fotografie, documenti amministrativi e contabili, epistolari.
Il Centro archivi MAXXI architettura è attivo dal luglio 2002 nella sede provvisoria presso il Museo Hendrik Christian Andersen di Roma, dove è in corso il lavoro di riordino e riproduzione digitale dei fondi degli architetti del Novecento acquisiti dalla PARC: Carlo Scarpa, Aldo Rossi, Enrico Del Debbio, Sergio Musmeci, Vittorio De Feo, Pierluigi Nervi e Michele Valori.

## Il MAXXI arte
La collezione include opere di Alighiero Boetti, William Kentridge, Kara Walker, Ed Ruscha, Gilbert & George, Gino De Dominicis, Michael Raedecker, Anish Kapoor, Gerhard Richter, Maurizio Nannucci, Francesco Clemente, Lara Favaretto, Marlene Dumas, Maurizio Cattelan, Gabriele Basilico, Kiki Smith, Thomas Ruff, Luigi Ghirri, Manfredi Beninati, Vanessa Beecroft, Stefano Arienti, Francis Alys, Ugo Rondinone, Thomas Schütte, Olivo Barbieri, Mimmo Jodice, Gianni Berengo Gardin, Letizia Battaglia, Mario Cresci.

## Premio MAXXI
Il Premio MAXXI, nato nel 2000 con il nome Premio per la Giovane Arte italiana, ribattezzato nel 2010 come Premio Italia e dal 2014 conosciuto con il nome attuale, è un premio di Arte contemporanea fondato dalla struttura per segnalare e diffondere artisti emergenti e mid-career. Il premio prevede la produzione e l'acquisizione di opere degli artisti selezionati, nella collezione permanente del MAXXI.

## Il MAXXI B.A.S.E.
Il centro di documentazione MAXXI B.A.S.E. (Biblioteca, Archivi, Studi, Editoria) nasce con il compito di monitorare e registrare tutte le attività del museo, di classificarne e conservarne i documenti e trasmetterne quindi i contenuti. In aderenza a questo quadro si sta costruendo il centro di documentazione del MAXXI, che per entrambi i settori, arte e architettura, opererà secondo due linee di sviluppo: uno sguardo rivolto all'interno, al cuore del museo: le attività scientifiche e di gestione e cura delle collezioni; uno sguardo all'esterno, al pubblico, con la creazione di un servizio di consultazione.
Saranno documentate le molteplici attività culturali del museo che sta nascendo: quelle espositive che riguardano, oltre all'arte e all'architettura, la fotografia, il design, la moda; e gli altri eventi, come incontri, conferenze, seminari; spettacoli, proiezioni, sempre intimamente correlati alle tematiche culturali del museo. Sulla base delle informazioni raccolte e dei materiali conservati e attraverso la scelta di idonei strumenti, il centro svolgerà infatti attività di promozione culturale, sia elaborando servizi informativi, accessibili in sede e on line: pubblicazioni a stampa, Cd-Rom e DVD, archivi digitali, banche dati, e altro; sia organizzando eventi di tipo multimediale, come proiezioni, rassegne video ecc.
Il Centro di documentazione sarà articolato in due sezioni: la sezione arte e la sezione architettura.
Oltre ai due musei il MAXXI ospita un auditorium, una biblioteca libera per gli studenti e una mediateca specializzata, una libreria, una caffetteria e un bar/ristorante, gallerie per esposizioni temporanee, performance ed iniziative formative. La grande piazza che disegna gli spazi esterni può accogliere opere ed eventi dal vivo.

### La biblioteca
La biblioteca è partita con quella del personale della PARC ed è tematica sulla produzione artistica e architettonica contemporanea italiana e internazionale e progettata d'intesa con la Biblioteca della Galleria nazionale d'arte moderna e contemporanea Il patrimonio librario, è costituito da saggi, monografie, cataloghi di mostre, giornali e periodici specializzati, guide di architettura contemporanea, pubblicazioni sul paesaggio contemporaneo, dizionari di architettura contemporanea così come da fondi destinati a opuscoli, CD-Rom e DVD multimediali.
Particolare interesse rivestono i fondi librari sugli artisti, le cui opere sono entrate a far parte della collezione permanente del museo, quelle dedicate alla museologia e alla museografia nonché alla didattica museale. La biblioteca del MAXXI è collegata al Servizio Bibliotecario Nazionale (SBN), nel Polo dell'Università di Roma "La Sapienza".

## Fondazione MAXXI
Il Museo viene gestito dalla Fondazione MAXXI, costituita nel 2009 dal Ministero per i beni e le attività culturali.
Di seguito l'elenco dei presidenti:
- Giovanna Melandri (1º novembre 2012 – 16 ottobre 2017)[13]
- Giovanna Melandri (secondo mandato) (16 ottobre 2017 – 12 dicembre 2022)[14]
- Alessandro Giuli (12 dicembre 2022 – 6 settembre 2024)[15]
  - Maria Emanuela Bruni (facente funzioni) (11 settembre 2024 – 29 marzo 2025)[16]
- Maria Emanuela Bruni (dal 29 marzo 2025)[17]

## Collegamenti
| È raggiungibile dalle fermate Apollodoro e Flaminia/Reni | del tram 2 |